# Amphitrite (Schiff, 1818)
Amphitrite hieß das zweite schwedische Dampfschiff. Es war der erste Raddampfer in Schweden, der regelmäßig als Passagierschiff verkehrte. 
Der englische Auswanderer Samuel Owen, der mit der Waterwitch schon das erste Dampfschiff Schwedens gebaut hatte, ließ das Schiff 1818 in der Kungsholmens Mekaniska Werkstad in Stockholm bauen. Im August 1818 nahm das Schiff auf dem Mälaren den regelmäßigen Passagierverkehr auf. Gelegentlich verkehrte die Amphitrite auch zwischen Stockholm, Uppsala und Västerås. Im folgenden Jahr fuhr sie an den Wochenenden zwischen Riddarholmen und Schloss Drottningholm. 1820 wurde sie durch die besser motorisierte Stockholm ersetzt. 1821 kam als weiteres Passagierschiff die Yngve Frey hinzu.
1821 lief das Schiff auf der Fahrt nach Uppsala bei Flottsund auf Grund. Auf der nächsten Fahrt am folgenden 30. September begrenzte man bei der Fahrt nach Uppsala deshalb die Passagierzahl auf 100. 1822 wurde sie durch die Upsala ersetzt und in Kungsholmen abgebrochen.